# フリードリヒ・アルブレヒト・ツー・オイレンブルク
フリードリヒ・アルブレヒト・ツー・オイレンブルク伯爵（Friedrich Albrecht Graf zu Eulenburg, 1815年6月29日 - 1881年6月2日）は、オイレンブルク使節団で知られる幕末（ドイツ版は1848年 - 1870年）のプロイセン王国の外交官、政治家。1861年1月24日、江戸幕府との間に日普修好通商条約を成立させた。これは他のヨーロッパ列強と同様の不平等条約であったという説もある。

## 生涯

### 生い立ち
父はフリードリヒ・レオポルド・ツー・オイレンブルク伯 (1787年12月26日 - 1845年7月30日)、母 (1792年5月26日 - 1830年11月16日)はフォン・クライスト家の出身。ケーニヒスベルクで生まれ、ケーニヒスベルク大学とボン大学で法律学を学んだ。
オッペルンの政府機関やベルリンの官庁で勤務した後、1852年にアントウェルペンの総領事となり、外交官の道に入った。

### オイレンブルク使節団

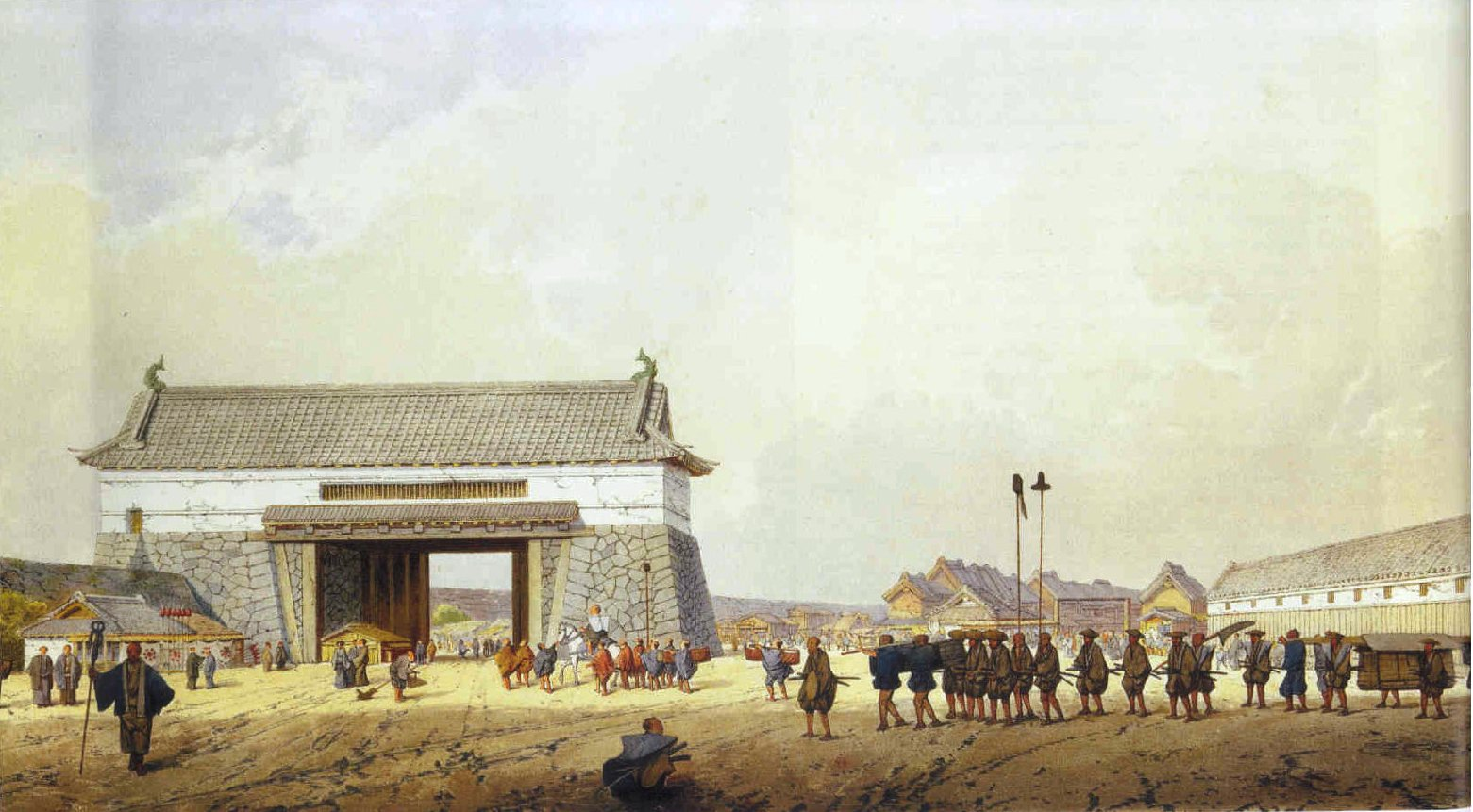
使節団の画家アルベルト・ベルク（:de:Albert Berg (Maler, 1825)）が描いた江戸城入口

プロイセンの海外貿易が拡大し、東南アジアや東アジアの交易国を調査するため、オイレンブルクは使節団の代表に選ばれた。使節団を乗せたコルヴェット艦アルコーナ号が1859年10月、日本（江戸幕府）や、中国（清王朝）、タイ（シャム）に向けて出発、1860年9月4日、江戸湾に落着した。9月14日には、船上にて老中安藤信正とオイレンブルク間（通訳：オランダ系アメリカ人ヘンリー・ヒュースケン）での初会談が持たれた。　
1861年1月15日、ヘンリー・ヒュースケンがプロイセン王国の宿舎善福寺からの帰路で薩摩藩の襲撃に遭い、翌日死去した。事件の影響は無く、1月24日に日英修好通商条約をベースにした条約を江戸幕府と締結（日普修好通商条約）。同年9月には清国と、3年前にイギリスとフランスが結んだ天津条約と同様の修好通商条約を締結した。尚、日本では交渉中に担当者の堀利煕が謎の自殺を遂げた為、後任の村垣範正と条約を締結した。

#### 東アジア遠征隊（オイレンブルク使節団）一行
プロイセン王国海軍
- 司令官・スンデヴァル
- 蒸気式コルベット艦アルコナ（乗組員319人）
- 帆走フリゲート艦テティス（乗組員333人）
- スクーナー、フラウエンロープ（乗組員41人）
- 貨物船エルベ（乗組員47人）

海軍所属以外の人員
- 公使・フリードリッヒ・ツー・オイレンブルク伯爵（1815-1881）
- 公使館書記官・カール・フリードリヒ・ピーシェル（1821-1906）
- 公使館随員・マックス・フォン・ブラント（1835-1920） - のちプロイセン王国の初代駐日領事。黄禍論者
- 公使館随員・テオドール・フォン・ブンゼン（de:Theodor von Bunsen, 1832-1892）
- 公使館随員・アウグスト・ツー・オイレンブルク伯爵（de:August zu Eulenburg, 1838-1921） - 公使の甥
- 植物学者・マックス・ヴィフーラ（de:Max Ernst Wichura,1817-1866）
- 動物学者・エドゥアルト・フォン・マルテンス（1831-1904）
- 地質学者・フェルディナント・フォン・リヒトホーフェン男爵（1833-1905）
- 農業問題専門家・ヘルマン・マローン（1820-1882） - 著書に『マローン　日本と中国』 (真田収一郎訳　雄松堂出版　2002/3/1)
- 画家・アルベルト・ベルク（1825-1884）
- 画家・ヴィルヘルム・ハイネ（1827-1885）
- 写真家・カール・ビスマルク（1839-1879） - 公使の婚外子。無能だったため、途中でジョン・ウィルソン、アウグスト・ザハトラーが現地採用された
- 園芸家・オットー・ショットミュラー（?-1864）
- 商人・フリードリヒ・ヴィルヘルム・グルーベ
- 商人・カール・ヤーコブ
- 商務顧問官・フリッツ・ヴォルフ
- ザクセン商工会議所全権代理人商人・グスタフ・シュピース - 著書に『シュピース日本遠征記』
- 医師・ロベルト・ルチウス（de:Robert Lucius von Ballhausen) - セイロンより参加

### プロイセン内相

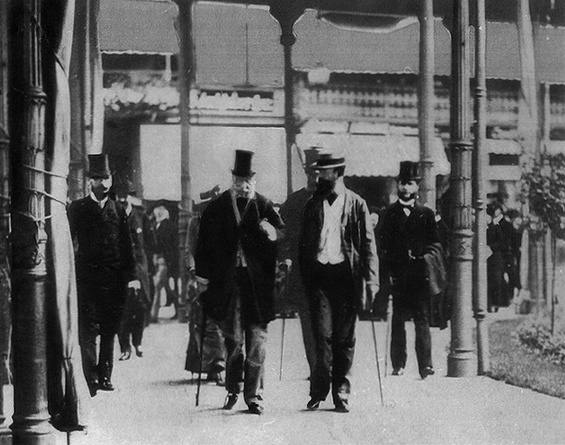
会談にのぞむヴィルヘルム1世とフランス大使ヴァンサン・ベネデッティ (1870年、バート・エムス)

帰国後の1862年12月8日、プロイセン内相に任命された。1864年、1866年にプロイセン王国は行政区域を拡大させたため、オイレンブルクはこの機会に旧区域でも包括的な行政改革を実施した。ところが、西部ではカトリックの、東部では自由主義者の抵抗に遭ってしまい、交渉は成果が上がらなかった。

### エムス電報事件
普仏戦争前の1870年7月13日にはバート・エムスで療養中のヴィルヘルム1世に随伴してフランス外交官ベネデッティ伯爵と交渉、内容をベルリンのビスマルクに送ると、電報内容を改竄して公表するエムス電報事件が起こった。
その後、ビスマルクの干渉もあったため1878年11月30日に辞任、後任は甥のボート・ツー・オイレンブルクである。

### 死去
1881年6月2日に亡くなった。

## 家族
オイレンブルクは成人した子供の最年長である。未婚で子供もいなかった。甥にはボートのほか、フィリップ・ツー・オイレンブルク侯がいる。
- アルベルト・グラフ・ツー・オイレンブルク (1812年11月10日 - 1814年6月17日)
- マリヤ・グリーフィン・ツー・オイレンブルク (1813年10月13日 - 1818年2月10日)
- オイレンブルク本人（1815年6月29日 - 1881年6月2日）
- エリーゼ・グリーフィン・ツー・オイレンブルク (1817年8月27日 - 1853年6月15日)　未婚で子供はない。
- フィリペ・グラフ・ツー・オイレンブルク (1820年4月24日 - 1889年3月5日) 1846年4月22日、ベルリンにてアレクサンドリン・フライン・フォン・ロートキルヒ・ウント・パンセン (1824年6月20日 - 1902年4月11日)と結婚。子息フィリップ・ツー・オイレンブルク侯をもうける。

## 叙勲
- 赤鷲章（英語版）二等騎士 (1862年)[1]

## 関連書
- 『オイレンブルク日本遠征記』中井晶夫訳 雄松堂書店 新異国叢書 1969